# フィリップ (ディズニーキャラクター)
フィリップ王子（フィリップおうじ、Prince Phillip）は、ディズニー映画『眠れる森の美女』に登場する架空の人物。

## 人物
- 茶髪で碧眼の温厚な性格。
- 愛馬がいる。
- 父親はヒューバート王で、ステファン王夫妻とは顔なじみ。
- オーロラと結婚した後は、彼女にプレゼントを与えるなどしており、親切なキャラクターであることがうかがえる[1]。

## 演者

### 英語
- ビル・シャーレイ
- ブレントン・スウェイツ(マレフィセント (映画))
- ハリス・ディキンソン(マレフィセント2)

### 日本語
- 初公開版は、宮本昭太（歌：砂川稔）だった。
- ブエナ・ビスタ版では、古澤徹（歌：立花敏弘）となった。
- 実写映画版では、立花慎之介になっている。